# Psyllocarpus campinorum
Psyllocarpus campinorum là một loài thực vật có hoa trong họ Thiến thảo. Loài này được (K.Krause) J.H.Kirkbr. miêu tả khoa học đầu tiên năm 1979.